# Gorniak-UGMK
Le Gorniak-UGMK - en russe Горняк-УГМК - est un club de hockey sur glace de Verkhniaïa Pychma en Russie. Il évolue dans la VHL. Double vainqueur de la Coupe des régions de la ligue junior lors des saisons 2015/2016, 2016/2017. Il est le club-école de l'Avtomobilist. 

## Historique
Le club est créé en 2012 à Outchaly. Depuis 2021, il joue ses matchs dans la ville de Verkhniaïa Pychma.

Historique des logos du Gorniak
Gorniak Outchaly U18
Gorniak-UGMK

## Palmarès
- Néant.